# Северная Озереевка
Се́верная Озере́евка (Северная Озерейка) — село сельского округа Абрау-Дюрсо муниципального образования город Новороссийск.

## География
Расположено в 11,5 км к западу от центра Новороссийска, в 2,5 км к востоку от села Абрау-Дюрсо. Граничит с селом Глебовским на севере, с селом Южная Озереевка на юге.

## Население
| 2002 | 2005 | 2010 |
| ---- | ---- | ---- |
| 336  | ↗500 | ↘420 |